# 대한민국의 종교의 자유
대한민국에서의 종교의 자유에 관한 내용은 대한민국 헌법에 명시되어 있다.  대한민국 정부는 일반적으로 이 권리를 존중해 왔지만, 종교적으로 군 복무를 거부하는 사람들에게 면제나 대체 민간 복무를 제공하지는 않는다.

## 같이 보기
- 대한민국의 종교
- 한국의 불교
- 한국의 기독교
- 서학
- 대한민국의 인권